# Градска кућа у Сијени
Градска кућа или градска скупштина је палата у Сијени, у Тоскани, централна Италија. Изградња је почела 1297. године да би зграда служила као седиште владе Републике Сијене, која се састојала од Подеста (главног премијера)  и Савета деветорице, изабраних званичника који су обављали извршне функције (и судске у секуларним питањима). Палата је средњевековне и готичке архитектуре, а унутрашњост је обложена фрескама - и као најважнијом, збирком познатом као Алегорија добре и лоше владе Амброђа Лоренцетија.

## Архитектура
Спољашња страна структуре је пример италијанске средњовековне архитектуре са готичким утицајима. Доњи спрат је од камена, а горњи од цигле. У време када је цигла као фасадна површина била ретка, у Сијени су је више волели него камен јер је била јефтинија; ово је омогућило архитектама да користе скупље детаље на другим местима. Фасада палате је благо закривљена ка унутра (конкавна) како би одражавала спољашњу кривину (конвексну) Пјаце дел Кампо, централног трга у Сијени, чија је палата централна тачка. На врху ове фасаде је огромна округла равна бронзана плоча (Христограм), симбол који је користио свети Бернардино. Ту га је поставила влада 1425. године у знак захвалности великом проповеднику, рођеном Сијенцу, за његове проповеди које су имале за циљ да угуше друштвени и политички фракционизам и немире.
Звоник, Торе дел Манђа, изграђен је између 1325. и 1344. године; његову круну дизајнирао је сликар Липо Меми. Торањ је пројектован тако да буде виши од торња у суседној ривалској Фиренци; у то време био је највиша грађевина у Италији. Средином 14. века био је опремљен механичким сатом. Дизајн звоника је коришћен као основа за неколико других, укључујући Док Тауер у Гримсбију, у Енглеској, изграђен 1852. и Меморијалну кулу са сатом Џозефа Чемберлена у кампусу Универзитета у Бирмингему, која је завршена 1908. године.
Прозори на горњем спрату Градске куће су јако украшени тролисни лукови, типични за сијенску архитектуру. Шиљати лукови свих прозора су јасан пример готичког утицаја.

## Фреске
Скоро свака већа соба у палати садржи фреске. Оне су биле неуобичајене за то време зато што су их наручивали управни органи града, а не Црква или верско братство. Необичне су и по томе што многе од њих приказују секуларне теме уместо религиозних тема које су претежно типичне за италијанску уметност овог доба. Иако су ове фреске секуларне по пореклу и укупној теми, идеје су изражене у религиозном оквиру: на фрескама се цитирају стихови из Светог писма.
Најпознатије од секуларних фресака су три панела из серије о влади у Дворани деветорице, аутора Амброђа Лоренцетија.
Ове фреске су опште познате као Алегорија добре и лоше власти.
Алегорија добре владавине приказује персонификацију Правде као жене. Она показује на вагу равнотеже, коју држи персонификација Мудрости која лебди над њеним престолом. Са леве стране гледаоца, осуђени злочинац је одсечене главе; на десној страни, фигуре добијају награду правде. Пред ногама Правде, оличење Врлине, такође, неуобичајено за то време, приказано као женска фигура, је међу 24 верно приказане и препознатљиве слике истакнутих мушких грађана Сијене. Мушкарци су окренути према највећој фигури на слици, судији који се налази у средини десно. Судија је окружен додатним персонификацијама, укључујући Мир, који је представљен као модерна, у бело одевена савремена женска фигура са раскошном плавом косом. Свака персонификована врлина је насловљена на свом месту, тако да нема сумње шта свака фигура представља. Значење ове фреске је јасно: добра влада учиниће да народ напредује.
Алегорија носи снажну друштвену поруку о вредности стабилне републичке владе Сијене. Комбинује елементе секуларног живота са референцама на важност религије: Правда личи на Марију, Краљицу Неба, заштитницу Сијене, на престолу; Судија одражава традицију хришћанског Последњег суда да Бог или Христ суди спасеним на левој страни, а проклетима на десној страни. Иако су класификоване као средњовековна или прото (пре)ренесансна уметност, ове слике показују прелаз од раније религиозне уметности.
Уз алегорију су две друге слике на окомитим зидовима: Ефекти добре владе и Ефекти лоше владе. Обе ове фреске приказују препознатљив поглед на Сијену и њену околину.
У алегоријској представи Добре владе, просперитетни грађани тргују и плешу на улицама. Иза градских зидина су бујна села у којима се беру усеви.
У алегорији Лоше владе, злочин је дивљање и болесни грађани лутају градом који се распада; село пати од суше.
Многе фреске у палати, укључујући и ове, тешко су оштећене можда због соли која је некада била ускладиштена у подруму зграде. Теоретски је могуће да со одводи влагу са зидова, узрокујући да се малтер претерано осуши и да се фреске љуште.
Остале фреске укључују фреску Гвидориција да Фољана у опсади Монтемасија, која се налази у сали Великог савета. Фреска се традиционално приписује Симонеу Мартинију, иако је то предмет расправе. Зид има кружне ознаке које је оставила кружна зидна (сада изгубљена) мапа света Амброђа Лоренцетија. Испод ове фреске је сакривена Нова фреска, малтерисана и делимично окречена. Ова фреска приказује два мушкарца који стоје поред града на брду. Фреска је у лошем стању јер је пресликана, а њено порекло и намера остају непознати. Такође је оштећена Лоренцетијевом кружном мапом света.
Сијена је десеткована црном смрћу 1348. године; отприлике половина њеног становништва умрла је од куге. Привреда републике је уништена и држава је брзо пала са своје истакнуте позиције у Италији. Фрањевачки верски ред је дошао на власт у граду. Стагнација током наредних векова значила је да, иако се Сијена није развила током ренесансе као други италијански градови, такође је била сачувана како од бомбардовања током Другог светског рата, тако и од модерног развоја.